# Golpe bianco

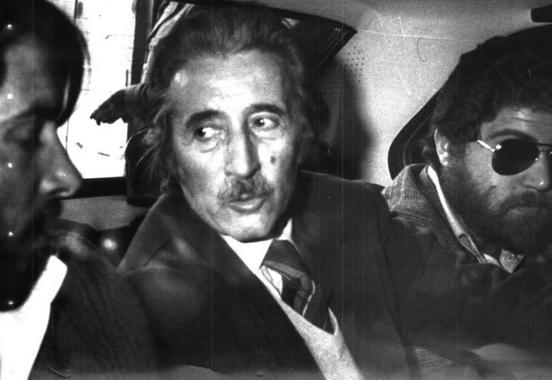
Sogno sendo preso em 1976

O chamado  golpe bianco  foi um projeto de um suposto golpe de Estado descoberto em 1974, que deveria acontecer na Itália nos anos 1970, a fim de obrigar o então presidente Giovanni Leone a nomear um governo que favorecesse uma reforma institucional para evitar, no contexto da Guerra Fria contra a União Soviética, a ascensão do Partido Comunista Italiano e outros grupos comunistas, e criar uma república semi-presidencial como a de Charles de Gaulle, na França.
O projeto, promovido principalmente por ex-partisans e antifascistas e anticomunistas como Edgardo Sogno e Randolfo Pacciardi, nunca foi implementado ou nunca foi estabelecido a nível judicial, mantendo-se apenas no estado de concepção teórica.
Edgardo Sogno revelaria em suas memórias que em julho de 1974, visitou o chefe de estação da Agência Central de Inteligência (CIA)  em Roma, para informá-lo sobre os preparativos para um golpe neofascista. Perguntando o que o governo dos Estados Unidos faria no caso de tal golpe, Sogno escreveu que lhe foi dito que "os Estados Unidos teriam apoiado qualquer iniciativa tendente a manter os comunistas fora do governo."